# Michalis Papakonstandinu
Michalis Papakonstandinu (ur. 1919, zm. 17 stycznia 2010) – grecki polityk, minister spraw zagranicznych.
Był związany z Nową Demokracją. W okresie 1992–1993 był ministrem spraw zagranicznych w rządzie Konstandinosa Mitsotakisa.